# エレキグラム
エレキグラムは、吉本興業に所属していたお笑いコンビ。1999年3月解散。大阪NSC14期生。旧コンビ名は後藤・天満。

## メンバー
- 天満国男（てんま くにお、1974年11月15日（50歳） - ）

ツッコミ担当。大阪府守口市出身。B型。
現在は芸能界を引退し、実家の水道屋で働いている。
- 後藤輝基（ごとう てるもと、1974年6月18日（51歳） - ）

ボケ担当。大阪府大阪市東淀川区出身。NSC14期生。B型。
1999年4月に同期の岩尾望（元「ドレス」）とフットボールアワーを結成した。

## エピソード
- エレキグラムを名乗る前の後藤・天満時代から、天満がツッコミ担当、後藤がボケ担当だった。なお、後藤は現在のコンビではツッコミ担当である。
- 芸風は、初期はコント中心で、後に漫才も並行して行っていた。
- 後藤が出演したゴッドタンの企画『ジェッタシーはダサぁない!ホンマはカッコええんやで!!対決』（2012年2月11日）にて、「だからエレキグラムもダサかったのか」とネタにされた。

## 出演番組
- すんげー!Best10（朝日放送）
- 1998年度NHK新人演芸大賞（NHK)
- やりすぎコージー（テレビ東京、2008年11月24日） - 当時のネタを披露した。